# Paavo Lötjönen
Paavo Lötjönen (ur. 29 lipca 1968 w Kuopio) − fiński muzyk, kompozytor i wiolonczelista. Członek zespołu Apocalyptica. Podobnie jak Perttu Kivilaakso i Eicca Toppinen ukończył studia na Akademii Sibeliusa w Helsinkach. Prowadzi kursy gry na wiolonczeli oraz jest instruktorem narciarstwa.
Jest żonaty i ma trójkę dzieci.

## Instrumentarium
- Gulbrandt Enger – wiolonczela (1882)[3]
- R. Wainio – smyczek[3]
- Larsen A&D – struny[3]
- Spirocore Tungsten G&C – struny[3]

## Dyskografia
- Erja Lyytinen – Voracious Love (2010, gościnnie)[4]